# Das gespaltene Dorf
Das gespaltene Dorf (Originaltitel: Mon cher petit village) ist eine deutsch-französische Filmkomödie von Gabriel Le Bomin aus dem Jahr 2015. In den Hauptrollen sind Laurent Stocker und Katja Riemann zu sehen. Der Film ist der französische Beitrag zum Projekt Tandem – zwei Filme, ein Thema, mit dem die deutsch-französische Koproduktion im Bereich Fernsehfilm gefördert werden soll. Das deutsche Pendant ist der Spielfilm Tag der Wahrheit von Anna Justice.

## Handlung
Der Ingenieur Antoine Degas arbeitet für die Agentur für die Entsorgung radioaktiver Abfälle (AERA) und wird von seinem Unternehmen in das verschlafene französische Dorf Saint-Lassou geschickt. Die AERA plant, auf Grund der günstigen geologischen Besonderheiten rund 500 Meter unter dem Dorf ein Endlager für radioaktive Abfälle zu errichten. Degas soll bei dem dortigen Bürgermeister des Dorfes für das Projekt werben und die Einwohner von den Vorteilen für das Dorf überzeugen.
Doch schon die Anfahrt zum Dorf erweist sich als schwierig. Sein Navigationssystem findet nicht den korrekten Weg und schließlich baut Degas einen Unfall, als er einer Herde Kühe ausweichen muss. Der Landwirt Florian hilft Antoine bei der Bergung seines Autos. Es stellt sich heraus, dass er der Ehemann der Bürgermeisterin Anna ist. Diese will ihr Dorf ökologisch entwickeln und perspektivisch gänzlich mit erneuerbarer Energie versorgen. Sie ist deutschen Ursprungs, hat aber extra die französische Staatsbürgerschaft angenommen, um in dem kleinen Dorf zur Bürgermeisterin gewählt werden zu können. Florian hat auch eine ingenieurwissenschaftliche Ausbildung. Er ist Anna zuliebe in das Dorf gezogen und hat vor einigen Jahren seine Arbeit verloren. Seither hilft er seiner Frau, die neben ihrer Arbeit als Bürgermeisterin einen Bauernhof betreut.
Anna ist entsetzt, als ihr Antoine von den Plänen der AERA erzählt. Er lässt sich jedoch nicht beirren und beginnt, mit Charme und viel Geld nach und nach die Bewohner des Dorfes auf seine Seite zu ziehen. So verspricht er beispielsweise dem Kneipenbesitzer Gérard, dass er seine Pension erweitern könnte, wenn künftig die Ingenieure der AERA zur Erkundung nach Saint-Lassou kommen. Einem anderen Ehepaar kauft er für 300 Euro ein Lamm ab und verspricht ihnen ebenfalls rosige Zeiten. Anna gerät mehr und mehr unter Druck. Sie organisiert mit Hilfe ihrer Freundin, der Dorfärztin Sandrine, eine Demonstration und startet eine Petition gegen das Vorhaben. Doch sie muss erkennen, dass sich immer mehr Bewohner von den Vorteilen verlocken lassen, die die AERA durch ihren Einfluss und die hohe Kapitalausstattung mit sich bringt: Antoine lässt einen Veranstaltungsraum renovieren und schafft es, innerhalb einer Woche die bereits lange geschlossene Dorfschule wieder eröffnen zu lassen – hierfür hatte Anna bislang fünf Jahre lang vergebens gekämpft. Und auch ihr Mann wendet sich ab, als Antoine ihm einen Job bei der AERA verspricht.
Der Druck auf Anna wächst, als die Geologin Elisabeth zu Antoine hinzustößt. Gemeinsam inspizieren sie einen alten Stollen und informieren die Bevölkerung über die geplanten Baumaßnahmen. Anna weiß sich nicht mehr anders zu helfen und greift mit Hilfe von Sandrine zu einem Trick. Sie besorgt sich einige leere Fässer, in denen zuvor Dünger enthalten war. Die beiden Frauen bringen dort Warnhinweise auf Radioaktivität an, verschmutzen die Fässer und deponieren sie in dem alten Stollen. Anschließend werden die Fässer „zufällig“ entdeckt und die beiden Frauen lassen die Einwohner glauben, dass die AERA sie bereits vor 40 Jahren dort heimlich entsorgt hätte. Die Stimmung scheint sich gegen Antoine zu wenden, doch er kommt hinter die Finte und stellt Anna vor den Dorfbewohnern zur Rede. Anna will ihr Amt aufgeben und ist verzweifelt, doch ihr Mann wendet sich ihr wieder zu. Und auch Antoine erkennt die Schönheit des Dorfes. Als er erste Baupläne der AERA sieht, muss er feststellen, dass große Landstriche überbaut werden. Er beginnt am Sinn seiner Mission zu zweifeln.
Der Zufall will es, dass genau an dem Tag, als der Energieminister eine Erklärung zur geplanten Endlagerstätte abgeben will, der veraltete Stromverteiler des Ortes durch eine Fehlfunktion in Brand gerät und zerstört wird. Der Minister glaubt, dass dies eine konzertierte Aktion von Atomkraftgegnern gewesen ist und nimmt von seinen Plänen zunächst Abstand, an dieser Stelle das Endlager zu errichten. Die Dorfbewohner sind für einige Tage ohne Strom, machen jedoch das Beste aus der Situation. Sie feiern bei Kerzenlicht mit den aufgetauten Lebensmitteln aus den Tiefkühltruhen ein Fest, bei dem auch Antoine mit Anna feiert. Er eröffnet ihr, dass ihm von der AERA gekündigt worden ist, weil es ihm nicht gelungen ist, die Pläne des Unternehmens durchzusetzen. Außerdem plant er, gemeinsam mit seinem Lebensgefährten in das Dorf zu ziehen.
In der letzten Einstellung sieht man Antoine, der gut gelaunt mit seinem Auto über das Land fährt. Ihm kommt ein anderes Fahrzeug entgegen, in dem sein Nachfolger die Pläne der AERA weiter verfolgen soll. Auch er scheitert an der fehlerhaften Navigation.

## Kritik
Die Fernsehzeitschrift TV Spielfilm kritisiert, dass „altgediente Gorleben-Kämpfer“ den Film als „zu nett“ empfinden könnten. Dennoch empfiehlt sie den Film als „Leichter Spaß mit etwas Tiefenschärfe“. Tilmann Gangloff von der Stuttgarter Zeitung lobt die schauspielerische Leistung des Komödianten Laurent Stocker in der Rolle als Antoine. Außerdem begrüßt er die „großen und kleinen Geschichten am Rande“. Als Beispiel führt er an, dass die Bewohner zum Telefonieren mit einem Mobiltelefon auf den Friedhof des Dorfes gehen müssen, um über einen ausreichenden Empfang zu verfügen (Die Bürgermeisterin hatte den Funkmast aus Sorge vor der Strahlenbelastung in den angrenzenden Wald setzen lassen).

## Hintergrund
Arte hat sich zum Ziel gesetzt, die Koproduktion von Fernsehfilmen zwischen Frankreich und Deutschland zu verbessern. Dazu will man Themen aus Sicht beider Länder verfilmen, um damit Unterschiede, aber auch Gemeinsamkeiten in den Sichtweisen aufscheinen zu lassen. Der Film Tag der Wahrheit bildet dabei den Auftakt. Er wurde am 8. Januar 2015 auf Arte ausgestrahlt. Als gemeinsames Thema wählte man die Atomenergie, um die mehrheitlich unterschiedlichen Einstellungen der Bevölkerungen beider Länder zu thematisieren. Arte-Vizepräsident Gottfried Langenstein löste den vermeintlichen Widerspruch mit der Frage auf: „[Was]… könnte vielversprechender für eine spannende Filmstory sein als widersprüchliche Situationen und Charaktere?“.
Vicky Krieps spielt in diesem Film eine Geologin. Im deutschen Pendant ist sie als ermittelnde Staatsanwältin zu sehen, ebenso Hauptdarsteller Laurent Stocker in einer Nebenrolle als Atomtechniker.